# Ștefan Auer (fotbalist)
Ștefan "Rici" Auer (maghiară: István Avar) (n. 28 mai 1905 Arad, Austro-Ungaria – d. 15 octombrie 1977 Kaposvár, Ungaria) a fost un fotbalist român de etnie maghiară. Este cunoscut pentru meciurile jucate pentru echipa maghiară Ujpest TE Budapesta, dar și pentru meciurile jucate la echipa națională de fotbal a Ungariei în Campionatul Mondial de Fotbal 1934.
Cu Ujpest TE Budapesta, Auer a câștigat Cupa Mitropa 1929, fiind golgeterul competiției cu 10 goluri, și Cupa Națiunilor din 1930.
După 1941, a devenit antrenor - jucător al clubului Kaposvári Rákóczi. A decedat în Kaposvár.

## Carieră

### Într-o echipă de club
Și-a început cariera la Arad după Primul Război Mondial, care atunci făcea parte din România. În 1926 și-a continuat cariera la Brașov. 
În 1929, s-a mutat în Ungaria și a devenit jucător la Újpest, unde a devenit de trei ori campion al Ungariei și a câștigat Cupa Europei Centrale în 1929 și Turneul Campionilor în 1930. 
Apoi s-a întors în România și a devenit de cinci ori câștigător al Cupei României ca jucător la Rapid București. Tot în perioada Rapid a devenit golgeterul României cu 21 de goluri.

### În echipa națională
A jucat de două ori pentru naționala României în 1926-27, înscriind de 3 ori, iar din 1929 până în 1935 a fost membru al naționalei Ungariei și membru al echipei care a participat la Mondialele din 1934. La Cupa Internațională a Europei Centrale, a înscris două hat-trickuri cu Cehoslovacia și cu Elveția.

### Ca antrenor
După 1941, a devenit jucător și apoi antrenor al lui Rákóczi Kaposvári.

## Palmares

### Jucător
Újpest FC
- Nemzeti Bajnokság I (4): 1929–30, 1930–31, 1932–33, 1934–35
- Cupa Mitropa (1): 1929
- Coupe des Nations 1930

Rapid București
- Cupa României (5): 1936–37, 1937–38, 1938–39, 1939–40, 1940–41

#### International
Ungaria
- Cupa Internațională a Europei Centrale: Locul 3: 1931-32
- Cupa Internațională a Europei Centrale: Locul 3: 1933-35
- Co-golgheter 8 goluri în 1931-32 alături de André Abegglen din Elveția

### Antrenor
Rapid București
- Cupa României (3): 1937–38, 1938–39, 1940–41

### Individual

#### Meciuri
- Meciuri jucate în Divizia A: 73 meciuri - 56 goluri.
- Meciuri jucate în Soproni Liga: 150 meciuri - 162 goluri.
- Cupe europene (Cupa Mitropa): 7 meciuri - 19 goluri.
- Golgeter al României: 1940 - 21 goluri.